# Tramea aquila
Tramea aquila is een libellensoort uit de familie van de korenbouten (Libellulidae), onderorde echte libellen (Anisoptera).
De wetenschappelijke naam Tramea aquila is voor het eerst geldig gepubliceerd in 1942 door Lieftinck.